# Blå tapp-monokromatism
Blå tapp-monokromatism (BCM) är en recessiv X-kopplad sjukdom som kännetecknas av allvarligt nedsatt färgskillnad, låg synskärpa, nystagmus och fotofobi, på grund av dysfunktion hos de röda (L) och gröna (M) tapparnas fotoreceptorer. BCM är som en ofullständig form av akromatopsi. 
Prevalensen uppskattas till 1/100 000 i världen.